# 扎西岗乡 (定结县)
扎西岗乡（藏語：བཀྲ་ཤིས་སྣང་），是中华人民共和国西藏自治区日喀则市定结县下辖的一个乡镇级行政单位。

## 行政区划
扎西岗乡下辖以下地区：
普村、白玛村、古热村、乃夏村、扎西岗村和珠康村。